# Леньевиль

Леньевиль (фр. Laigneville) — коммуна на севере Франции, регион О-де-Франс, департамент Уаза, округ Клермон, кантон Ножан-сюр-Уаз. Расположена в 40 км к юго-востоку от Бове и в 65 к северу от Парижа, в 23 км от автомагистрали А1 "Нор". Входит в состав промышленно-урбанизированной зоны Крей. В центре коммуны находится железнодорожная станция Леньевиль линии Париж-Лилль.
Население (2018) — 4 712 человек.

## История
Леньевиль известен своими живописными меловыми карьерами, сейчас уже заброшенными. С 1905 года в бывших карьерах выращивают популярные в ресторанах Парижа маленькие шампиньоны.

## Достопримечательности
- Церковь Сен-Реми XII-XIV веков, сочетание романского стиля и готики

## Экономика
Структура занятости населения:
- сельское хозяйство — 0,1 %
- промышленность — 36,0 %
- строительство — 9,2 %
- торговля, транспорт и сфера услуг — 34,1 %
- государственные и муниципальные службы — 20,6 %

Уровень безработицы (2017) — 12,9 % (Франция в целом — 13,4 %, департамент Уаза — 13,8 %). 

Среднегодовой доход на 1 человека, евро (2018) — 21 530 (Франция в целом — 21 730, департамент Уаза — 22 150).

## Демография
Динамика численности населения, чел.

## Администрация
Пост мэра Леньевиля с 2014 года занимает член партии Республиканцы Кристоф Дитрих (Christophe Dietrich), член Совета департамента Уаза от кантона Ножан-сюр-Уаз. На муниципальных выборах 2020 года возглавляемый им правый список победил в 1-м туре, получив 87,23 % голосов.
| Период | Период | Фамилия           | Партия                  | Примечания                                                                |
| ------ | ------ | ----------------- | ----------------------- | ------------------------------------------------------------------------- |
| 1983   | 1995   | Клод Паньо-Росьо  | Коммунистическая партия |                                                                           |
| 1995   | 2014   | Жан-Мари Делапорт | Коммунистическая партия |                                                                           |
| 2014   |        | Кристоф Дитрих    | Республиканцы           | член Генерального совета департамента, вице-президент Совета департамента |